# 1449
Пізнє Середньовіччя •  Відродження •  Реконкіста •  Ганза •  Столітня війна •  Ацтецький потрійний союз •  Імперія інків

## Геополітична ситуація
Османську державу очолює Мурад II (до 1451). Імператором Візантії є Костянтин XI Драгаш (до 1453), королем Німеччини — Фрідріх III. У Франції королює Карл VII Звитяжний (до 1461).
Апеннінський півострів розділений: північ належить Священній Римській імперії, середню частину займає Папська область, південь належить Неаполітанському королівству. Деякі міста півночі: Венеція, Флоренція, Генуя тощо, мають статус міст-республік.
Майже весь Піренейський півострів займають християнські Кастилія і Леон, де править Хуан II (до 1454), Арагонське королівство на чолі з Альфонсо V Великодушним (до 1458) та Португалія, де королює Афонсо V (до 1481). Під владою маврів залишилися тільки землі на самому півдні.
Генріх VI є королем Англії (до 1461), королем Данії — Кристіан I (до 1481), Швеції — Карл VIII Кнутсон (до 1457). Королем Угорщини та Богемії є Ладіслав Постум. У Польщі королює, а у Великому князівстві Литовському княжить Казимир IV Ягеллончик (до 1492).
Частина руських земель перебуває під владою Золотої Орди. Галичина входить до складу Польщі. Волинь належить Великому князівству Литовському. Московське князівство очолює Василь II Темний.
На заході євразійських степів від Золотої Орди відокремилися Казанське ханство, Кримське ханство, Ногайська орда. У Єгипті панують мамлюки, а Мариніди — у Магрибі. У Китаї править династія Мін. Значними державами Індостану є Делійський султанат, Бахмані, Віджаянагара. В Японії триває період Муроматі.
У Долині Мехіко править Ацтецький потрійний союз на чолі з Монтесумою I (до 1469). Цивілізація майя переживає посткласичний період. В Імперії інків править Панчакутек Юпанкі.

## Події
- 20 травня — португальський король Афонсу V розбив повстанців у при Алфарробейрі.
- Костянтина XI Драгаша короновано імператором Візантії в Містрі.
- Антипапа Фелікс V зрікся. Базельський собор визнав папою Миколая V і розпустився.
- Французькі війська відвоювали в англійців Руан.
- Король Португалії Афонсо V здобув перемогу над своїм колишнім опікуном Педру Коїмбрським.
- Ойрати завдали важкої поразки військам династії Мін поблизу від фортеці Туму. Китайський імператор Чжу Цічжень потрапив у полон. Новим імператором Китаю став Чжу Ціюй.
- Асікаґа Йосімаса став сьогуном у Японії.

## Народились
- 1 січня — Лоренцо Медичі, правитель Флоренції (1469-1492).